# Grad Valkhof
Valkhof (imenovan tudi Valkhofburg) je bila srednjeveška kraljeva palača v Nijmegenu na Nizozemskem.
Zgrajena je bila za Karla Velikega pred letom 777. On sam ter poznejši kralji in cesarji so tu redno bivali do začetka 11. stoletja. Med letoma 1388 in 1397 je bila pfalca spremenjena v gotski grajski kompleks. Ruševinasti ostanki, po požigu francoskih vojakov leta 1794, ki so bili močno poškodovani, so bili med letoma 1796 in 1799 prodani za rušenje in porušeni, razen kapele sv. Nikolaja in apside oltarne kapele sv. Martina.

## Geografska lega
Grad Valkhof se je dvigal vzhodno od srednjeveškega mestnega središča Nijmegen na privzdignjenem terenu na 35 metrov visokem Valkhofheuvelu, severozahodnem podaljšku grebena Spodnjega Porenja, neposredno na južnem bregu Waala, sotočja Rena v Delta Ren-Meuse. Po razgradnji gradu/pfalce ob koncu 18. stoletja je bil na tem mestu urejen park, v katerem sta bila edina ostanka pfalška kapela sv. Nikolaja in del kapele sv. Martina (ljudsko znana kot razvalina Barbarossa).

## Zgodovina
Že Rimljani so prepoznali strateško vrednost lokacije in na njej je bil leta 12 pr. n. št. kastrum na Hunnerbergu, kjer se je razvila civilna naselbina Ulpia Noviomagus Batavorum, jedro Nijmegna. Frankovski kralj Karel Veliki je dal zgraditi pfalco že pred letom 777 in po svojem kronanju za cesarja (800) tu za nekaj časa bival še trikrat. Ludvik Pobožni je v Nijmegnu sklical skupno štiri cesarske državne zbore, vključno s tistim oktobra 830, ki naj bi razrešil spore z njegovimi sinovi. Pozimi leta 880/81 so Vikingi med enim od svojih vpadov v Porenje uporabili cesarsko palačo Nijmegen kot utrjeno oporišče in jo po odhodu požgali.
V 10. in zgodnjem 11. stoletju so  številni rimsko-nemški kralji in cesarji vladali iz obnovljenega cesarskega dvora. Cesarica Teofana je prebivala v Nijmegenu kot regent svojega mladoletnega sina Otona III. in tam umrla leta 991. Cesar Henrik III. se je v Nijmegenu na binkošti leta 1036 poročil s svojo prvo ženo Gunhildo Dansko; Morda je bila ob tej priložnosti zgrajena kapela sv. Nikolaja.
Grad Valkhof ali dvorno palačo je leta 1047 uničil vojvoda Gotfrid Bradati. Po tem ko je Valkhof zanemarjen več kot stoletje po tem, je cesar Friderik I. Barbarossa iz rodbine Hohenstaufen, začel preoblikovati Valkhof v obsežen grajski kompleks z mogočnim Donžon kot del svoje politike Restauratio imperii; ohranjen je stavbni napis iz leta 1155. Njegov sin Henrik VI., ki je bil rojen v Nijmegnu leta 1165, je bil leta 1189 naročil dokončanje gradbenih del.
Leta 1247 je protikralj Viljem Nizozemski za 10.000 srebrnih mark zastavil cesarsko posest Nijmegen grofu Otonu II. iz Gelderna in Zutphena, ki je takoj okrepil utrdbe gradu. Vojvoda Viljem  Jülich-Gelderski je dal v letih 1388 do 1397 razširiti grajski kompleks v gotski stavbni sklop s stolpi okrepljenim obzidjem, visokimi strehami, stopničastimi zatrepi, dimniki in erkerji, kot je znano iz številnih slik in grafik. S pogodbo iz Venla, ki je leta 1543 zapečatila razpad vojvodine Geldern, je Nijmegen pripadel cesarju Karlu V. Habsburškemu. Zadnja večja prenova Valkhofa je potekala leta 1564 pod habsburško-burgundskim guvernerjem Charlesom de Brimeu. Leta 1580/81 je dal rentni mojster Wilhelm Snab porušiti propadajoče stavbe na pfalške območju.
Krajinski slikarji 17. stoletja so bili fascinirani z »nenizozemsko« podobo mesta ob reki z ogromnim gradom na hribu. Toda slavni časi Valkhofa, ki je sčasoma prešel v roke prebivalcev Nijmegena, so bili takrat že zdavnaj mimo. Konec stare cesarske palače je nastopil, ko so se ideje francoske revolucije uveljavile tudi na Nizozemskem. Ruševine Valkhofburga, ki so jih leta 1794 zažgale in močno poškodovale francoske čete, so bile naslednje leto prodane za rušenje kot simbol srednjeveškega fevdalizma za 90.400 guldnov in so bile v letih 1796–1799 skoraj popolnoma zravnane z zemljo; celo temelje so izkopali za pridobivanje kamna. Pred rušenjem sta bila prihranjena le dva sakralna objekta: kapela sv. Nikolaja in apsida oltarne kapele sv. Martina.
Po letu 1800 je na grajskem zemljišču po načrtih Jana Davida Zocherja starejšega nastal angleški krajinski vrt z zavitimi potmi in prostranimi površinami, ki ga je okoli leta 1830 preoblikoval Hendrik van Lunteren. Po širitvi mesta leta 1878 je flamski krajinski arhitekt Lieven Rosseels leta 1886 odprl park z mostom čez pot do Kelfkensbosa.
Leta 1978 je bilo ustanovljeno združenje Valkhof za zaščito in dostopnost ostankov gradu. To od leta 1996 upravlja del Valkhofparka. Leta 1999 so ob jugovzhodnem vznožju grajskega griča odprli muzej Het Valkhof. Stavbo je zasnoval Ben van Berkel. Od leta 1994 v Valkhofparku poteka glasbeni festival; Za odrsko kuliso običajno služijo ruševine kapele sv. Martina.
Od pozitivnega referenduma leta 2006 si je fundacija v imenu mesta Nijmegen prizadevala za rekonstrukcijo donžona po izvirniku na podlagi starih načrtov in pogledov. Rekonstrukcija je bila predvidena po arheoloških raziskavah v letih 2018–2019; stroški načrtovanja in gradnje so bili ocenjeni na 4,5 milijona evrov. Vendar je bil sporni projekt decembra 2018 ustavljen.
V spomin na Staufovce so aprila 2018 v Valkhofu postavili Staufovsko stelo.

## Arhitektonski opis
Grad na vrhu griča je sestavljalo prostorno grajsko jedro (dimenzije cca. 110 × 90 m) z osrednjim stanovanjskim stolpom iz 12. stoletja ter prostorne, večnadstropne stanovanjske in reprezentativne stavbe, ki so bile razporejene v oseh sever-jug in zahod-vzhod. Romanski donžon je imel pravokoten tloris (tlorisna površina 10,4 × 18 m) in je imel dve stanovanjski etaži s spojenimi dvojnimi okni. Stolp, prvotno visok okoli 25 m in zgrajen iz blokov tufa, je bil zgrajen v 14. stoletju. V 19. stoletju so dozidali še eno nadstropje s poznogotsko cino in s strmo štirikapno streho, ki jo je kronal strešni stolpič. Stolp je končno dosegel skupno višino približno 43,5 m. Stavba, znana kot Reuzentoren ('velikanski stolp'), je skupaj z zvonikom Stevenskerk na drugi strani mesta več kot šest stoletij oblikovala silhueto Nijmegena.
- Topografija celotnega kompleksa
- Na podlagi arheoloških izkopavanj, opravljenih od leta 1893, tridimenzionalni namizni model Valkhofa, splošni pogled z vzhoda
- Tloris od zgoraj iz leta 1725 (sever je spodaj, kapela svetega Nikolaja je prikazana premajhna)

Kapela sv. Nikolaja (1) v severozahodnem kotu Beringa je osmerokotna osrednja stavba s 16-stranskim zunanjim tlorisom (premer 13,5 metra). Po sedanjem razumevanju je bila zgrajena okoli leta 1030 pod salijskim cesarjem Konradom II. po vzoru Achenske stolnice v Aachnu in je bila močno poškodovana v požaru leta 1047. Obsežne poznogotske prenove v opeki segajo v pozno 14. in 16. stoletje. Kapela sv. Martina (2), dvojna kapela iz sredine 12. stoletja, ki je na vzhodu s polkrožno apsido povezana s podolgovato dvorano, tako imenovano Kraljevo dvorano, kjer je bilo od karolinškega obdobja središče dvornega življenja.
Ovalno-poligonalno obzidje je bilo od razširitve v poznem 14. stoletju okrepljeno s sedmimi okroglimi in polkrožnimi stolpi, od katerih so nekateri imeli osmerokotne prizidke. Severozahodni vogalni stolp in obe steni, ki mu pripadata, so še v podkonstrukciji. Odprto obzidje je slonelo na okroglih lokih, podprtih s stebri. Na zahodnem in jugozahodnem delu grajskega dvorišča so na kurtino prislonjena gospodarska poslopja. Dostop do gradu je bil na mestni strani z jugozahodne strani skozi vratni stolp (4), katerega temelji so tudi ohranjeni.
Obsežen cvinger je bil na kopenski strani obdan z obzidjem, nasipi in velikim suhim jarkom, čez katerega je vodil most iz mesta v območje cesarske dvorne palače. Zunanje obzidje, ki so ga gradili že od 14. stoletja, je bilo vključeno v mestno obzidje, ostanki pa so še vedno na vzhodnem pobočju grajskega griča. Na rečni strani pod kapelo sv. Nikolaja je bil Stražarski stolp, mogočen okrogel iz poznega 14. stoletja, trajektna vrata in zavarovan dostop do pristanišča, ki je obstajalo že v rimskih časih.
- Valkhof s severa, grafika Frans Hogenberg, 1582
- Valkhof z jugozahoda, po grafiki Jana van Calla, 1717
- Donžon in stavba dvorane, dvoriščna stran, po risbi Cornelisa Pronka, 1728
- Kernburg z donžonom, akvarel Hendrika Hoogersa, 1794
- Kapela sv. Nikolaja,
 Pogled na notranji osmerokotnik
- Kapela sv. Martina, zunanji pogled na apsido kora z jugovzhoda
- Kapela sv. Martina, notranji pogled na apsido kora
- Stratemakerski stolp, nad pfalškim zidom in kapelo sv. Nikolaja
- Staufovska stela, 2018